# Jürgen Dittberner
Jürgen Erwin Dittberner (* 1. Dezember 1939 in Berlin) ist ein deutscher Politikwissenschaftler und Politiker (FDP). Er war von 1975 bis 1985 Mitglied des Berliner Abgeordnetenhauses, von 1986 bis 1992 Staatssekretär in West-Berlin und in Brandenburg. Von 1993 bis 2009 lehrte er an der Universität Potsdam als Professor für Politikwissenschaft mit dem Schwerpunkt Parteienforschung.

## Leben
Jürgen Dittberner studierte von 1960 bis 1965 an der Freien Universität Berlin (FU), den Universitäten Hamburg und Münster Soziologie, Politikwissenschaft, Volkswirtschafts- sowie Betriebswirtschaftslehre und schloss als Diplom-Soziologe ab. Anschließend arbeitete er bis 1969 als wissenschaftlicher Assistent am Institut für Politische Wissenschaft, später Zentralinstitut für sozialwissenschaftliche Forschung, der FU Berlin und promovierte bei Otto Stammer zum Dr. rer. pol. Thema seiner Dissertation waren die Bundesparteitage der CDU und der SPD von 1946 bis 1968. Bis zum Abschluss seiner Habilitation für Politische Wissenschaft am Otto-Suhr-Institut 1974 lehrte er an der FU Berlin als Assistenzprofessor. Von 1974 bis 1986 war er Professor für Soziologie und Politikwissenschaft an der Fachhochschule für Verwaltung und Rechtspflege Berlin, zuletzt war er deren Rektor. 
Dittberner war von 1971 bis 1975 und von 1999 bis 2000 Bezirksverordneter in der Bezirksverordnetenversammlung (BVV) im Bezirk Wilmersdorf und von 1971 bis 1975 Vorsitzender der FDP-Fraktion in der BVV. Von 1975 bis 1985 war er Mitglied des Berliner Abgeordnetenhauses und dort von 1981 bis 1985 erster Vorsitzender des Ausschusses für Ausländerfragen. Von 1986 bis 1990 war Dittberner Staatssekretär beim Berliner Senat (erst in der Senatsverwaltung für Jugend und Familie, dann für Wirtschaft), anschließend im brandenburgischen Ministerium für Wissenschaft, Forschung und Kultur. Bis 2004 war er Bezirksvorsitzender der FDP Wilmersdorf bzw. Charlottenburg-Wilmersdorf.
Er wurde 1993 als Professor für Politikwissenschaft mit dem Schwerpunkt Parteienforschung an die Universität Potsdam berufen, wo er bis 2009 lehrte. Zusätzlich war er von 1993 bis 1997 ehrenamtlicher Direktor der neu gegründeten Stiftung Brandenburgische Gedenkstätten. Von 1993 bis 2003 war er Mitglied und zeitweilig Vorsitzender des Fördervereins Musikfestspiele Potsdam Sanssouci.

## Veröffentlichungen
- FDP - Partei der zweiten Wahl. Ein Beitrag zur Geschichte der liberalen Partei und ihrer Funktionen im Parteiensystem der Bundesrepublik. Opladen 1987, ISBN 3-531-11843-9.
- Neuer Staat mit alten Parteien? Die deutschen Parteien nach der Wiedervereinigung. Opladen 1997, ISBN 3-531-13085-4.

- Schwierigkeiten mit dem Gedenken. Auseinandersetzungen mit der nationalsozialistischen Vergangenheit. Opladen/Wiesbaden 1999, ISBN 3-531-13406-X.
- Sind die Parteien noch zu retten? Die deutschen Parteien: Entwicklungen, Defizite und Reformmodelle. Berlin 2004, ISBN 3-8325-0482-6.
- Große Koalition – kleine Schritte. Politische Kultur in Deutschland. Berlin 2006, ISBN 3-8325-1166-0.
- Sozialer Liberalismus. Ein Plädoyer. Berlin 2008, ISBN 978-3-8325-1981-0.
- Die FDP. Geschichte, Personen, Organisation, Perspektiven. Eine Einführung. 2. Aufl. Wiesbaden 2010, ISBN 978-3-531-17494-5.
- Schwarzgelb in Berlin oder die Krise der FDP. 2. Aufl. Berlin 2012, ISBN 978-3-8325-2787-7.
- Die FDP. Von der Regierung in die außerparlamentarische Opposition. Und zurück? Berlin 2014, ISBN 978-3-8325-3646-6.
- Mehrheit oder Wahrheit. Eine Politsatire. Stuttgart 2015, ISBN 978-3-8382-0784-1.
- Parteienstaat ade? Zur Geschichte und Kultur der politischen Parteien in Deutschland. Berlin 2015, ISBN 978-3-8325-4140-8.
- Zeitenwandel. Jahre politischer Ansichten (1979 bis 2016). Stuttgart 2016, ISBN 978-3-8382-1024-7.
- Parteien im Umbruch. Wandel der Parteienlandschaften in Deutschland und anderen Ländern. 2. Aufl. Berlin 2018, ISBN 978-3-8325-4768-4.
- Der venezianische Löwenbrunnen in Berlin. Berlin und Potsdam – getrennt und vereint. Stuttgart 2018, ISBN 978-3-8382-1174-9.
- Urzelle "Weststadt". Kommunalpolitik im Schatten der Macht. Stuttgart 2018, ISBN 978-3-8382-1384-2.
- Stolps Reisen: Damals und heute, von den Anfängen bis zum Massentourismus zwischen Pommern und Neuseeland. Stuttgart 2020, ISBN 978-3-8382-1511-2.
- Erinnerungen an die '68er: Damals in Dahlem zwischen 1945 und 1920. Stuttgart 2021, ISBN 978-3-8382-1605-8.
- Klima, Corona, Krieg: Ein Epochenwandel. "Die (der?) Nächste bitte!" - von Merkel zu Scholz. Stuttgart 2022, ISBN 978-3-8382-1752-9.
- Episode Westberlin. Ein Mythos verblasst. Stuttgart 2023, ISBN 978-3-8382-1911-0.